# Reis door de nacht (De Vries)
Reis door de Nacht is een serie jeugdboeken van Anne de Vries. Hij schreef de boeken tussen 1951 en 1958, op verzoek van de Stichting 1940-1945. Tegenwoordig worden de vier boeken uitgegeven in een enkele bundel met vier delen (totaal 604 pagina´s):
1. De Duisternis in
2. De Storm steekt op
3. Ochtendgloren
4. De Nieuwe Dag

## Overzicht van de vier delen
De vier boeken zijn een roman die chronologisch gebeurtenissen in 1940-1945 beschrijft: in het eerste deel de periode vanaf de Duitse aanval op Nederland in mei 1940. Daarna de daaropvolgende bezetting, tot aan de bevrijding van concentratiekampgevangenen in het laatste hoofdstuk van het vierde deel.
- Met de duisternis in de titel van het eerste boek wordt de Duitse bezetting van Nederland bedoeld. In de slotwoorden van het vierde deel wordt expliciet duidelijk genaakt dat met de nacht wordt gedoeld op de oorlog, en de angst en verschrikking die de hoofdpersonen en vele anderen moesten doorstaan; waarna de verwachte bevrijding zal worden ervaren als het aanbreken van een nieuwe dag. Met de reis wordt gedoeld op de jarenlange hunkering naar de vrede en vrijheid die er zal zijn op de nieuwe dag, waarnaar de titel van het laatste deel verwijst.

- Met de storm in de titel van het tweede boek wordt gedoeld op het toenemen van zowel de Duitse onderdrukking als het verzet daartegen in 1942, waarna in 1943 de eerste berichten doordringen over de geallieerde invasie op Sicilië. Die maken duidelijk dat de oorlog een keerpunt lijkt te hebben gemaakt, en er een strijd op handen is die zou kunnen leiden tot een einde van de Duitse onderdrukking.

- Met het ochtendgloren in de titel van het derde deel wordt verwezen naar de eigen optimistischer wordende betrokkenheid van de hoofdpersonen aan verzetsdaden om daaraan een bijdrage te leveren.

## Personen
De hoofdpersoon is Jan de Boer, een jongen van 16 jaar. Hij is de oudste zoon van het gezin. Het verhaal begint op 10 mei 1940 als de Duitsers Nederland binnenvallen. Gaandeweg wordt Jan meer en meer betrokken bij het verzetswerk en leert over "goed" en "fout", van vriendschap en verraad.
Sylvia, de koerierster in de KP van Oom Hein, is losjes gebaseerd op de verzetsvrouw Esmée van Eeghen. Auteur Anne de Vries, die zelf ook actief was in het verzet, heeft veel zijn eigen oorlogservaringen in het boek verwerkt. Ook gebruikt hij verschillende elementen uit het leven van Johannes Post, over wie hij eerder een historische roman schreef (De levensroman van Johannes Post, 1948).

## Verhaal

### De Duisternis in
Het gezin De Boer is net verhuisd en wordt de eerste dag geconfronteerd met de Duitse invasie. De jongste kinderen zijn tijdelijk ondergebracht bij familie en vader besluit ze te gaan halen. Vader, moeder, Jan en zijn jongere zus Guusje stappen in de auto om naar Scheveningen te gaan. Onderweg worden ze overvallen door Duitse Fallschirmjäger. Vader weet de parachutist buiten gevecht te stellen. Het gezin bereikt zonder verder oponthoud Scheveningen, waar ze tijdelijk verblijven omdat er nog een dochter uit Hillegersberg gehaald moet worden. De volgende ochtend zien ze zwarte rookpluimen vanaf Rotterdam, dat platgebombardeerd is opstijgen. Ze gaan snel naar Rotterdam en vinden de dochter in goede gezondheid. De grote stroom gewonden zorgt ervoor dat de auto wordt gevorderd door het leger en Jan gewonden moet afvoeren. Zo ontmoet hij Trijntje, een verpleegster. Nadat Nederland gecapituleerd heeft, kan het gezin huiswaarts keren. Thuis wordt vader later nog opgepakt wegens het incident met de parachutist, maar Frits weet hem te bevrijden.

### De Storm steekt op
Twee jaar zijn voorbijgegaan. Het gezin De Boer probeert zijn weg te vinden in de roerige tijden. Vader Evert-Jan verricht hand-en-spandiensten voor het verzet. Jan en Guusje helpen hem daarmee. Frits, die niets liever wil dan ook meehelpen, wordt vanwege zijn pubergedrag op afstand gehouden. Belangrijk figuur is Oom Gerrit, een vitale bejaarde man die ooit boerenknecht was bij de familie De Boer. Met zijn humor en relativeringsvermogen houdt hij de familie bijeen.
Het gezin krijgt een onderduiker in huis genaamd Wim, die een goede vriend van Jan wordt. Als op een nacht een geallieerde bommenwerper in de buurt neerstort, krijgt het gezin een piloot in huis. Het aantal onderduikers neemt toe. Op het eind van het boek belegt vader een vergadering van lokale verzetsleiders in zijn huis, maar zijn buurman Walinga (NSB'er) verraadt hem en het gezin moet vluchten. Het door De Boer zelf ontworpen huis wordt door de bezetter in brand gestoken.

### Ochtendgloren
Het gezin is gevlucht en uit elkaar gevallen. Evert-Jan en Jan worden in het bijzonder gezocht. Jan is daarom ondergedoken bij een oom en tante in Amsterdam. Daar wordt hij opgehaald door Wim, die lid van een knokploeg (KP) is. Jan besluit ook lid te worden. Samen met Oom Hein, de leider van de knokploeg, doet Jan mee aan overvallen op distributiekantoren en liquidaties. Als hij is neergeschoten tijdens een kraak keert hij even terug naar huis, maar ondertussen wordt de groep verraden en moet hij weer onderduiken. In een poging de verraadster te doden wordt hij zelf opgepakt. Na een tijdje in de gevangenis te hebben gezeten, wordt hij afgevoerd naar de Veluwe om gefusilleerd te worden. Hij weet uit de vrachtwagen te ontsnappen en wordt gevonden door een vriendelijke boer, bij wie hij onderduikt.

### De Nieuwe Dag
Na zijn ontsnapping gaat Jan in zijn thuisstreek weer verzetswerk doen. Zijn vader is opgepakt door de Duitsers en Oom Gerrit heeft een klein knokploegje opgericht. Jans jongere broer Frits is ondertussen een volwassen man geworden. Samen helpen ze bij droppings en het helpen van geallieerde spionnen en verzetswerk, om het zo moeilijk mogelijk te maken voor de Duitsers. Op het eind van het boek is Nederland bevrijd en ontdekt Frits dat zijn vader het gevangenkamp overleefd heeft. Met Wim rijden ze naar Dachau en brengen hem naar huis.